# Több mint testőr (film)
A Több mint testőr (eredeti cím: The Bodyguard) 1992-ben bemutatott amerikai romantikus dráma-thriller Kevin Costner és Whitney Houston főszereplésével.
Soha ne veszítsd szem elől. 
Soha ne hagyd egyedül.
Soha ne szeress belé.
Whitney Houston ezzel az ízig-vérig huszadik századi, romantikus szerelmi történettel – amelyben önmagát kellett alakítania – debütált mint színésznő. A többszörös Grammy-díjas énekesnő számára nem volt idegen a mozgókép világa, hiszen videóklipek tucatjaiban szerepelt korábban. Nem sokkal a forgatás előtt fejezte be világ körüli turnéját, és fogott neki harmadik nagylemeze előkészítésének. A film producerei rávették, hogy a készülőfélben levő album dalaiból énekeljen néhányat a filmben. Videóklip is készült a filmbeli koncert helyszínén, ahol a rajongástól vezérelt közönség akár veszélyessé is válhat az előadóra.

## Történet
A volt CIA-alkalmazott, aki a legjobb a szakmájában, elvállalja a sikeres énekesnő személyes védelmét. Nemcsak a rajongók hadát kell tisztes távolságban tartania a sztártól, de az egyre gyakoribbá váló halálos fenyegetésektől is meg kell védenie őt. A hivatásos testőr a kalandos, veszekedésekkel teli turnék során elfelejti titkos ügynökként kitanult mesterségének egyik legfőbb szabályát: soha ne keverd össze munkádat az érzelmeiddel! – s beleszeret megbízójába.

## Szereplők
| Szerep          | Színész                | Magyar hang       |
| --------------- | ---------------------- | ----------------- |
| Frank Farmer    | Kevin Costner          | Kovács István     |
| Rachel Marron   | Whitney Houston        | Kovács Nóra       |
| Sy Spector      | Gary Kemp              | Forgács Péter     |
| Bill Devaney    | Bill Cobbs             | Csikos Gábor      |
| Greg Portman    | Tomas Arana            | Rosta Sándor      |
| Henry           | Christopher Birt       | Zalán János       |
| Nicki Marron    | Michele Lamar Richards | Csere Ágnes       |
| Herb Farmer     | Ralph Waite            | Makay Sándor      |
| Fletcher Marron | DeVaughn Nixon         | Jancsó Dávid      |
| Tony Scipelli   | Mike Starr             | Melis Gábor       |
| Ray Court       | Gerry Bamman           | Orosz István      |
| Minella         | Joe Urla               | Csuja Imre        |
| Dan             | Tony Pierce            | Sinkó László      |
| Klingman        | Charles Keating        | Dobránszky Zoltán |

## Filmzene
A Több mint testőr filmzene albuma lett minden idők legkelendőbb filmzene albuma. Az USA-ban gyémántlemez lett, több mint 17 millió példányban kelt el. Világszerte, 42.000.000 példányban kelt el. Ezen túlmenően, Houston az I Will Always Love You című kislemeze 12.000.000 eladási példányszámot ért el.
A filmzene albumról öt kislemezt másoltak ki ezek: I Will Always Love You, I'm Every Woman, Queen of the Night, és két Oscar-díjas dal az I Have Nothing és a Run to You.
1. Whitney Houston – "I Have Nothing"
2. Lisa Stansfield – "Someday (I’m Coming Back)"
3. Whitney Houston – "Run to You"
4. Curtis Stigers – "(What's So Funny 'Bout) Peace, Love and Understanding"
5. Whitney Houston – "I Will Always Love You"
6. Joe Cocker feat. Sass Jordan – "Trust in Me"
7. Whitney Houston – "Queen of the Night"
8. Whitney Houston – "I'm Every Woman"
9. Kenny G & Aaron Neville – "Even If My Heart Would Break"
10. Whitney Houston & Michele Lamar Richards – "Jesus Loves Me"
11. The S.O.U.L. S.Y.S.T.E.M. – "It's Gonna Be a Lovely Day"
12. "Theme from The Bodyguard"
13. Kenny G – "Waiting for You"
14. The Allman Brothers Band – "Melissa"
15. John Doe – "I Will Always Love You"
16. The Left Banke – "Walk Away Renee"
17. "Entertainment Tonight"

## Díjak, jelölések
| Év   | Díj                           | Kategória                                                             | Jelölt                                                                              | Eredmény |
| ---- | ----------------------------- | --------------------------------------------------------------------- | ----------------------------------------------------------------------------------- | -------- |
| 1994 | BMI Film Music Award          |                                                                       | Alan Silvestri                                                                      | Elnyerte |
| 1994 | BMI Film Music Award          | Most Performed Song from a Film                                       | David Foster Linda Thompson "I Have Nothing"                                        | Elnyerte |
| 1994 | Brit Award                    | Legjobb filmzene                                                      |                                                                                     | Elnyerte |
| 1994 | Grammy-díj                    | Best Song Written Specifically for a Motion Picture or for Television | David Foster Linda Thompson "I Have Nothing"                                        | Jelölve  |
| 1994 | Grammy-díj                    | Best Song Written Specifically for a Motion Picture or for Television | Allan Dennis Rich Jud Friedman "Run to You"                                         | Jelölve  |
| 1994 | Golden Screen with 1 Star     |                                                                       | Warner Bros. (gyártó)                                                               | Elnyerte |
| 1993 | Golden Screen                 |                                                                       | Warner Bros. (gyártó)                                                               | Elnyerte |
| 1993 | Oscar-díj                     | Legjobb zene, eredeti dal                                             | David Foster Linda Thompson "I Have Nothing"                                        | Jelölve  |
| 1993 | Oscar-díj                     | Legjobb zene, eredeti dal                                             | Allan Dennis Rich Jud Friedman "Run to You"                                         | Jelölve  |
| 1993 | Award of the Japanese Academy | Legjobb idegen nyelvű film                                            |                                                                                     | Jelölve  |
| 1993 | MTV Movie Award               | Legjobb film – Európa                                                 |                                                                                     | Elnyerte |
| 1993 | MTV Movie Award               | Legjobb filmzene                                                      | Whitney Houston "I Will Always Love You"                                            | Elnyerte |
| 1993 | MTV Movie Award               | Legjobb áttörő női alakítás                                           | Whitney Houston                                                                     | Jelölve  |
| 1993 | MTV Movie Award               | Legjobb női alakítás                                                  | Whitney Houston                                                                     | Jelölve  |
| 1993 | MTV Movie Award               | Legjobb férfi alakítás                                                | Kevin Costner                                                                       | Jelölve  |
| 1993 | MTV Movie Award               | Legjobb film                                                          |                                                                                     | Jelölve  |
| 1993 | MTV Movie Award               | Legjobb filmes páros                                                  | Kevin Costner Whitney Houston                                                       | Jelölve  |
| 1993 | MTV Movie Award               | Legkívánatosabb férfi                                                 | Kevin Costner                                                                       | Jelölve  |
| 1993 | Razzie Award                  | Legrosszabb színész                                                   | Kevin Costner                                                                       | Jelölve  |
| 1993 | Razzie Award                  | Legrosszabb színésznő                                                 | Whitney Houston                                                                     | Jelölve  |
| 1993 | Razzie Award                  | Legrosszabb új sztár                                                  | "Kevin Costner's Crewcut"                                                           | Jelölve  |
| 1993 | Razzie Award                  | Legrosszabb új sztár                                                  | Whitney Houston                                                                     | Jelölve  |
| 1993 | Razzie Award                  | Legrosszabb eredeti dal                                               | Whitney Houston Reid, L.A. Eric 'Babyface' Walsh Daryl Simmons "Queen of The Night" | Jelölve  |
| 1993 | Razzie Award                  | Legrosszabb kép                                                       | Lawrence Kasdan Jim Wilson Kevin Costner                                            | Jelölve  |
| 1993 | Razzie Award                  | Legrosszabb forgatókönyv                                              | Lawrence Kasdan                                                                     | Jelölve  |

## Könyvben
- Több mint testőr; fordította: Tamás Amaryllis; InterCom, Budapest, 1993